# أليخاندرو كورونا
أليخاندرو كورونا (بالإسبانية: Alejandro Corona)‏ هو لاعب كرة قدم مكسيكي، ولد في 26 يونيو 1976 في باتشوكا في المكسيك. لعب مع تيبورونيس روخوس دي فيراكروز وكروز آزول وكلوب ليون ونادي تشياباس.

## وصلات خارجية
- أليخاندرو كورونا على موقع قاعدة بيانات كرة القدم.إي يو (الإنجليزية)